# Apples and Oranges/Paint Box
Apples and Oranges/Paint Box è un singolo del gruppo musicale britannico Pink Floyd, pubblicato il 18 novembre 1967.

## Descrizione
Si tratta del terzo singolo complessivo nella carriera del gruppo. Nel 2016 fu ripubblicato dai Pink Floyd all'interno del cofanetto The Early Years 1965-1972.
Il lato A, Apples and Oranges, è l'ultimo scritto dal frontman Syd Barrett, che avrebbe lasciato la formazione poco tempo dopo il gruppo per dedicarsi a una breve carriera solista. Lo stesso Barrett definì il brano come «una canzone serena, e ha un che di natalizio. Parla di una ragazza che vidi camminare per strada giù in città, a Richmond». Il gruppo eseguì in playback il brano durante i loro primi spettacoli televisivi statunitensi come The Pat Boone Show e American Bandstand. Barrett tenne le labbra chiuse durante la prima esecuzione.
Il lato B contiene il brano Paint Box, composto dal tastierista Rick Wright. Il testo parla della timidezza e della difficoltà di comunicazione. La canzone è stata successivamente inserita nelle raccolte The Best of the Pink Floyd (1970), Relics (1971), The Early Singles (1992), oltreché nell'edizione del quarantennale dell'album The Piper at the Gates of Dawn del 2007.

## Video musicale
Nel 2018 i Pink Floyd hanno reso pubblico il video ufficiale di Apples and Oranges, girato in Belgio nel 1967 ma mai distribuito in precedenza.

## Tracce

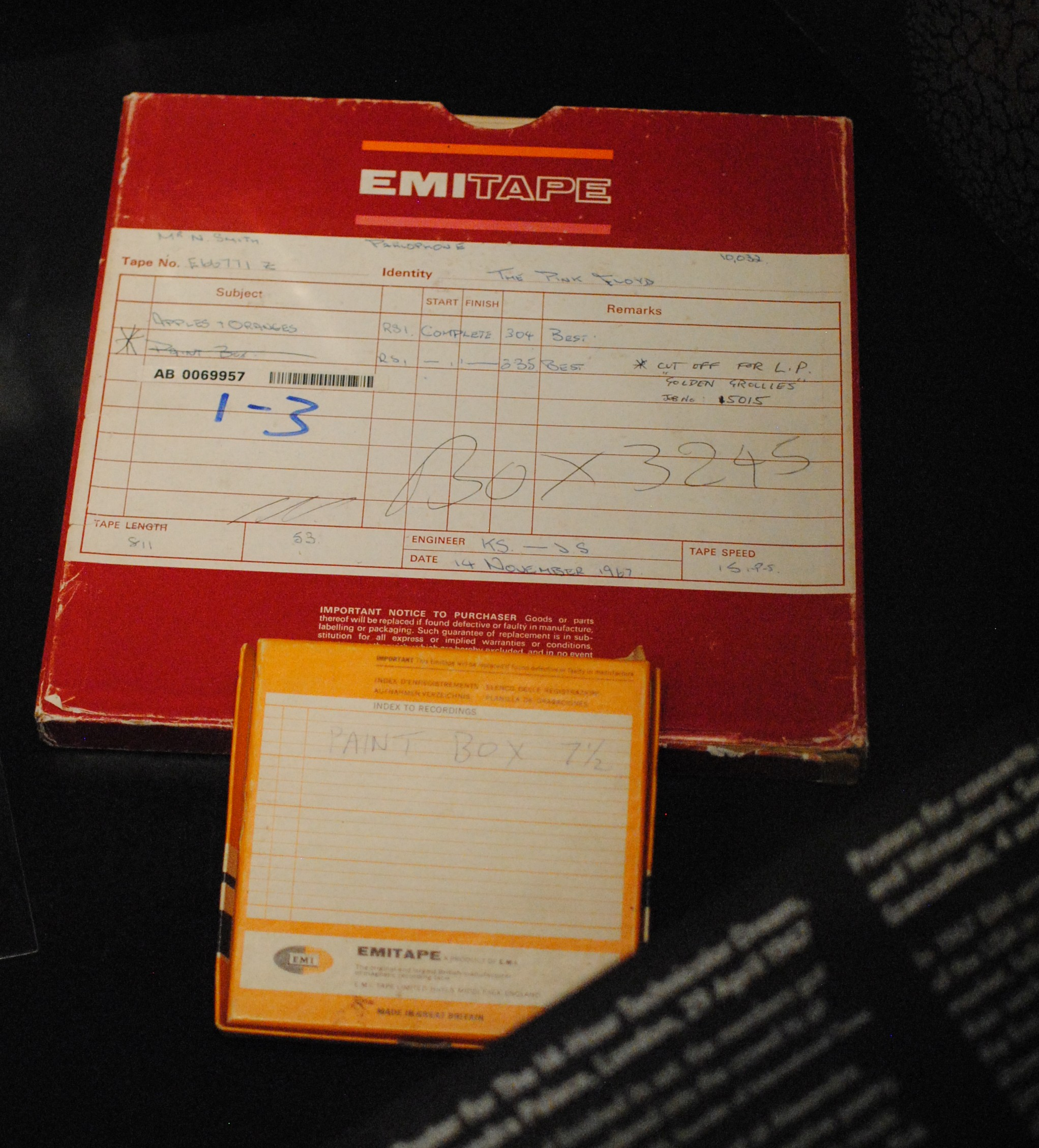
I nastri magnetici della EMI dei due brani

Lato A
1. Apples and Oranges – 3:05

Lato B
1. Paint Box – 3:45

## Formazione
- Syd Barrett – chitarra, voce
- Roger Waters – basso
- Rick Wright – organo, pianoforte, voce
- Nick Mason – batteria